# Dionysia
Dionysia é um género botânico pertencente à família Primulaceae.

## Espécies seleccionadas
- Dionysia afghanica Grey-Wilson
- Dionysia archibaldii Wendelbo
- Dionysia aretioides Boiss.
- Dionysia aubrietioides Jamzad & Mozaffarian[1]